# Frutioidia kunkuxkla
Frutioidia kunkuxkla är en insektsart som beskrevs av Irena Dworakowska 1997. Frutioidia kunkuxkla ingår i släktet Frutioidia och familjen dvärgstritar.
Artens utbredningsområde är Madagaskar. Inga underarter finns listade i Catalogue of Life.